# Internationale syndicale rouge
Pour les articles homonymes, voir ISR.
 (avril 2022).
L'Internationale syndicale rouge (ISR ou en russe : Красный интернационал профсоюзов ou Профинтерн -Profintern) est une organisation syndicale internationale proche de l'Internationale communiste, active entre 1921 et 1937.

## Historique

### Courants syndicaux révolutionnaires
Dès avant la Première Guerre mondiale, des courants syndicaux existent qui récusent l’évolution centriste de certaines de leurs organisations. Le déclenchement de la guerre, et la politique d’Union sacrée pratiquée par la plupart des directions syndicales vont pousser ses militants à se rencontrer et à s’organiser. Ils se réunissent avec des socialistes lors des conférences internationales de Zimmerwald (5-8 septembre 1915) et de Kienthal (24-30 avril 1916).

### Révolution russe et conséquences syndicales
Après le succès des bolcheviks en octobre 1917, un certain nombre de syndicalistes voient dans la révolution russe une possibilité de régénération de leur syndicat. Lors de la troisième conférence panrusse des syndicats, en juin 1917, les bolcheviks sont favorables à un regroupement de l’aile gauche des syndicats. En janvier 1918, devant le premier congrès panrusse des syndicats, ils appellent à la reconstitution de la Fédération syndicale internationale, dont ils espèrent que la base radicalisée chassera les directions « sociales-patriotes ». Cependant, lors de sa reconstitution en février 1919, la FSI est dominée par des syndicats réformistes.

### Création de l’Internationale syndicale rouge (Komintern)
Lors de son deuxième congrès en 1920, l’Internationale communiste décide de ne pas créer une autre internationale syndicale, mais de noyauter les organisations de la FSI, qui organisent de larges masses ouvrières. Mais un certain nombre de centrales membres de la FSI, comme la Confédération générale du travail en France ont une politique d’obstruction à l’encontre des syndicalistes révolutionnaires, des anarcho-syndicalistes et des communistes. Finalement, ils prennent l’initiative de créer l’Internationale syndicale rouge dirigée par Andreu Nin, Mikhaïl Tomsky et Solomon Losovski, lors d’une conférence tenue à Moscou (3-19 juillet 1921) à la veille du IIIe congrès de l'Internationale communiste. 
L’ISR se propose d’organiser les masses ouvrières pour renverser le capitalisme, et de lutter contre les réformistes, et particulièrement la direction de la Fédération syndicale internationale et l’Organisation internationale du travail. Par ailleurs, il y a un lien organique revendiqué entre l’ISR et l’Internationale communiste. Enfin, Solomon Losovski, le principal dirigeant de l’ISR affirme qu’il s’agit de conquérir les syndicats existants, et non de les détruire, et l’ISR défend le syndicalisme d’industrie contre le syndicalisme de métier.

### Action de l’ISR
Au contraire de la Fédération syndicale internationale qui maintient une politique de présence dans les institutions de la Société des Nations, l’ISR privilégie l’action revendicative sur le terrain. Par ailleurs, elle adopte une pratique beaucoup plus centralisée que la FSI, impulsant les mots d’ordres et actions que les centrales adhérentes doivent reprendre à la base. Elle s’implique aussi beaucoup sur les questions internationales, comme contre l’Occupation de la Ruhr, en lien avec l’Internationale communiste. Elle favorise aussi l’action des syndicalistes des pays colonisés ou dominés, comme en Chine.

### Question de l’unité syndicale
Certains pensent que l’existence de l’ISR constitue un pis-aller devant l’absence de perspective syndicale pour les différentes tendances syndicalistes révolutionnaires, syndicalistes communistes et syndicalistes purs au sein des centrales affiliées à la Fédération syndicale internationale. Alexandre Losovsky, militant syndicaliste révolutionnaire, essaie de préserver l'indépendance du Profintern vis-à-vis du Komintern. Ce bémol, mis à leurs thèses de domination des syndicats (forcément « trade-unionistes ») par le Parti, permit aux bolcheviks d'attirer au sein de l'ISR et même de l'IC de nombreux militants syndicalistes de valeur (Alfred Rosmer, Andres Nin, Tom Mann, Joaquin Maurin). L’ISR effectue cependant une « bolchevisation » de ces structures qui élimina une partie des éléments non-communistes qui avaient participé à sa création. Les anarcho-syndicalistes avaient déjà quitté l’ISR pour rejoindre la nouvelle Association internationale des travailleurs, ils justifiaient leur départ en critiquant le rôle dirigeant donné à l’Internationale communiste, et le poids trop grand des soviétiques.
Dans un premier temps, l’ISR veut établir des contacts suivis avec la FSI. Elle exclut ainsi pour « gauchisme » les syndicalistes allemands qui avaient refusé d’adhérer aux syndicats réformistes, et par le biais d’un comité syndical anglo-soviétique, elle essaie d’avoir des liens avec le Trade Union Congress. Cependant, cette politique n’eut qu’un temps, et durant la période de la tactique « classe contre classe » de l’Internationale communiste, l’ISR refuse toute idée de collaboration avec la FSI, qui de son côté ne cherchait pas non plus à renouer les liens.

### Fronts populaires et la dissolution de l’ISR
Après l’arrivée d’Hitler au pouvoir, l’ISR, à la suite de l’Internationale communiste change de tactique, et propose le 7 mars 1935 une conférence commune à la Fédération syndicale internationale pour le rétablissement de l’unité. Des discussions démarrent donc au niveau international, mais avant même qu’elles soient finalisées, des centrales rouges ont déjà intégré les centrales de la FSI, comme la Confédération générale du travail unitaire en France, qui fusionne avec la Confédération générale du travail. Devant cette situation, l’ISR se dissout à la fin de 1937. Les syndicats rouges essayent alors de s’affilier à la FSI. Cette dernière envoie une délégation à Moscou en novembre 1937 pour discuter avec les syndicats soviétiques. Mais les accords de Munich, puis le Pacte germano-soviétique interrompent les contacts. Ils reprendront après l’invasion de l’Union soviétique par les troupes allemandes pour préparer la création de la Fédération syndicale mondiale.